# 菊地新学
菊地 新学（きくち しんがく、天保3年（1832年） - 大正4年（1915年）4月17日）は、明治時代の写真師。菊地常右衛門の子。同じく写真師の菊地宥清の父。オリエンタル写真工業の社長を務めた菊地東陽の祖父。昭和期の実業家の菊地友雄の曽祖父。北海道旭川で最初の写真館を開業し、日露戦争に従軍した写真師中鉢直綱の祖父。

## 経歴・人物
出羽国天童に生まれる。江戸で写真術を学び、明治元年（1868年）山形初の写真館を開く。技量を磨くため同8年（1875年）に再び上京。横山松三郎や清水東谷に師事。翌年の同9年（1876年）から山形県令の三島通庸の命を受け、画家の高橋由一と共に県下の近代化促進事業を撮影。日本における土木・建築記録写真の先駆者となった。